# 明星 (曲)
「明星」（みょうじょう）は、ウルフルズのボーカリストであるトータス松本の3枚目のシングル。2009年6月3日に発売された。

## 概要
- 前作より約2ヶ月ぶりとなるシングルである。
- 『PEPSI NEX』キャンペーンソングとなっており、PVにも商品が登場している。また、PVにパパイヤ鈴木、ユースケ・サンタマリア、ネプチューンの名倉潤が出演している。

## 収録曲
1. 明星（4:23）
  - 作詞・作曲：トータス松本／編曲：Tomi Yo
  - サントリー「PEPSI NEX『歌おうぜ!』」キャンペーンソング
2. 夢ならさめないで（4:57）
  - 作詞・作曲：トータス松本／編曲：Tomi Yo
3. What Becomes Of The Brokenhearted（3:43）
  - 作詞・作曲：James Dean・William Weatherspoon・Paul Riser